# آرنه بلومبرغ
آرنه بلومبرغ (بالسويدية: Arne Blomberg)‏ هو صائغ ذهب سويدي، ولد في 17 مارس 1930 في غوتنبرغ في السويد، وتوفي في 24 ديسمبر 2006.